# Wszoły głaszczkowe
Wszoły głaszczkowe (Amblycera) – podrząd owadów z rzędu Phthiraptera. Należą tu skórne ektopasożyty ptaków i ssaków.
Owady te osiągają od 1 do 11 mm długości ciała. Głowę mają wyposażoną w cztero- lub pięcioczłonowe czułki, zbudowane z podwójnych fasetek oczy oraz gryzący aparat gębowy, który od tego u wszołów bezgłaszczkowych różni się cieńszymi i ostrzejszymi żuwaczkami oraz obecnością nitkowatych, dwu- lub czteroczłonowych głaszczków szczękowych. Trzeci człon czułków jest u nich szypułkowaty, a czwarty i piąty wyposażone w narządy zmysłowe. Wewnętrzny szkielet głowy (tentorium) jest z wyjątkiem ramion grzbietowych kompletny. Głowa często nachodzi ku tyłowi na przedtułów. Tułów składa się z trzech dużych, elipsoidalnych segmentów, na których osadzone są odnóża. Śródplecze i zaplecze mogą niekiedy być zlane. Duży, zwykle szeroki odwłok ma 8 segmentów przedgenitalnych, z których dwa pierwsze mogą być zlane; wyposażony jest w 6, rzadziej 5 par przetchlinek.
Należą tu wyłącznie skórne ektopasożyty ptaków i ssaków. Żywicielami Menoponidae, Laemobothriidae i Ricinidae są ptaki, Boopiidae prawie wyłącznie torbacze, a pozostałych rodzin gryzonie, z pojedynczym gatunkiem notowanym z pekari. Wszoły głaszczkowe są jedynym podrzędem Phthiraptera, u którego samiec znajduje się podczas kopulacji nad samicą.
Wszoły głaszczkowe uchodzą za najprymitywniejszy podrząd Phthiraptera. Należą doń jedyne zachowane szczątki kopalne ciała Phthiraptera, pochodzące z eocenu. Ich monofiletyzm znalazł silne wsparcie w wynikach molekularnych analiz filogenetycznych Barkera i innych. Zwykle wyróżnia się w ich obrębie 6 rodzin:
- Boopidae
- Gyropidae
- Laemobothriidae
- Menoponidae
- Ricinidae
- Trimenoponidae

Część systematyków wyróżnia jeszcze monotypowe Abrocomophagidae, a dawniej wyróżniano też Gliricolidae, w powyższym układzie zaliczane do Gyropidae.
W Polsce występuje 120 gatunków wszołów głaszczkowych, z których zdecydowana większość należy do Menoponidae. (zobacz: wszoły głaszczkowe Polski)